# Épagne-Épagnette
Épagne-Épagnette – miejscowość i gmina we Francji, w regionie Hauts-de-France, w departamencie Somma.
Według danych na rok 2011 gminę zamieszkiwało 578 osób, a gęstość zaludnienia wynosiła 88 osób/km² (wśród 2293 gmin Pikardii Épagne-Épagnette plasuje się na 477. miejscu pod względem liczby ludności, natomiast pod względem powierzchni na miejscu 731.).